# 오호스델살라도산
오호스델살라도산(스페인어: Nevado Ojos del Salado)는 칠레하고 아르헨티나 국경 사이에 위치해 있는 안데스산맥의 높이 6,891m의 화산으로, 화산 중에서 가장 높다. 서반구와 남아메리카, 안데스산맥에서는 아콩카과산(6,962m)에 이어 두 번째로 높은 산이다. 칠레에서 가장 높은 산이기도 하다. 아콩카과산에서 북쪽으로 600km가량 떨어져 있다.
아타카마 사막으로부터 가까워 매우 건조하며, 눈은 겨울에 정상 부근에 조금 쌓일 뿐이다. 건조한 기후임에도 산 동쪽 높이 6,390m에는 지름 약 100m의 화산호가 있다. 이 호수는 지구에서 가장 높은 곳에 위치하는 호수이기도 하다.
오호스델살라도산을 오르는 것은 밧줄을 이용해야 하는 마지막 정상 부근을 제외하고는 대부분 걸어서 올라갈 수 있을만큼 평탄하다. 1937년 폴란드 등반대가 처음으로 정상에 올랐다.

## 같이 보기
- 유야이야코산